# Драган Лукач
Драган Лукач (Крњеуша, Босански Петровац, 1968) српски је политичар и полицијски службеник. Садашњи је министар унутрашњих послова Републике Српске и функционер Савеза независних социјалдемократа (СНСД). Бивши је командант специјалних јединица полиције.

## Биографија
Драган Лукач је рођен 1968. године у Крњеуши, општина Босански Петровац, гдје је похађао основну школу. Средњу техничку школу је завршио у Бихаћу. У Бањој Луци је завршио Вишу школу унутрашњих послова, затим и Високу школу унутрашњих послова, као и постдипломске студије и стекао звање магистра државно-правних наука.
Током 25 година радног искуства обављао је послове у СУП СР БиХ, ЦСБ Сарајево и ЦСБ Бихаћ. У Министарству унутрашњих послова Републике Српске радио је од 1992. до 2005. године када прелази у Градску управу Бања Лука, гдје је обављао послове начелника Одјељења комуналне полиције.
За вријеме Рата у Босни и Херцеговини командовао је специјалним јединицама Полиције Републике Српске, неколико пута је рањаван током рата, а одликован је Орденом Милоша Обилића за храброст, као и Орденом Карађорђеве звијезде за успјешно командовање јединицама и унапријеђен је у чин пуковника полиције.
Отац је четворо дјеце.

## Одликовања
- Орден Милоша Обилића (Република Српска)
- Карађорђева звијезда (Република Српска)
- Орден Светог краља Милутина (Српске православне цркве)[3]